# Raimondo Borrell di Barcellona
Raimondo Borrell (Raimond Borrell in francese, Ramon Borrell in catalano, Ramón Borrell in spagnolo, Remón Borrell in aragonese e Raimundo Borrell in portoghese e in galiziano. Raimundus Burrellus in latino; 26 maggio 972 – 25 febbraio 1017) fu conte di Barcellona, Gerona e Osona.

## Origine
Come ci conferma l'Ex Gestis Comitum Barcinonensium, era il figlio maschio primogenito del conte di Barcellona, Gerona, Osona e Urgell Borrell II e di Letgarda di Tolosa (ca. 950- ca. 985), figlia del conte di Nîmes, d'Albì e di Tolosa e duca di Settimania, Raimondo III († 978) e Guindinilde, di cui non si conoscono gli ascendenti.
Borrell II di Barcellona era il figlio secondogenito del conte di Barcellona, Gerona e Osona Sunyer I e di Riquilda di Rouergue che secondo lo storico Szabolcs de Vajay, soprattutto per il fatto che il figlio primogenito fu chiamato Ermengol (Ermengol I d'Osona), introducendo quesiìto nome nel casato di Barcellona, era la figlia del conte di Rouergue e conte di Quercy Ermengol e della moglie Adelaide, di cui non si conoscono gli ascendenti (come viene confermato nel documento n° 63 delle Preuves de l'Histoire Générale de Languedoc).
Per gli ascendenti di Raimondo Borrell.

## Biografia

La penisola iberica alla fine del X secolo. La marca di Spagna e ancora formalmente vassallo del regno di Francia.

L'anno di nascita di Raimondo Borrell viene precisato in una donazione, fatta dai suoi genitori, nel 972, che indicano quello come l'anno di nascita del loro primogenito, nel Documento CXIII della Marca Hispanica sive Limes Hispanicus.
Raimondo Borrell viene citato assieme al fratello Ermengol detto "él de Córdoba", in un documento (non consultato) del 9 aprile 986, in cui il padre Borrel II dà ordine di aumentare la difesa al castello di Cardona, che era stato fatto costruire da suo nonno, Goffredo il Villoso.
Nel 988 fu associato dal padre al titolo e al governo delle contea di Barcellona, mentre, secondo il documento n° 537 del Diplomatari de la Catedral de Vic Segles IX-X (non consultato) del 5 settembre 988, che fu controfirmato da Raimondo Borrell, lasciò alla sua seconda moglie, Eimeruda d'Alvernia (la matrigna di Raimondo Borrell), Ermesinda di Carcassonne, il potere nella contea di Urgell.
Suo padre Borrel II, secondo gli Annales Barcinonenses morì nel 993, lasciando a Raimondo Borrell, il primogenito, il governo delle contee di Barcellona, Osona e Gerona, mentre al secondogenito, Ermengol lasciò la contea di Urgell (che già governava da almeno un anno), come previsto dal testamento di Borrel, datato 24 settembre 993.
Raimondo Borrell ed Ermesinda nel documento n° 1044 del Cartulaire de l'abbaye de Saint-Victor de Marseille, Tome II, Appendix, concernente una donazione, datato 11 giugno 996, vengono citati come conte e contessa (Remundus comes et marchio, Ermensides comitissa).

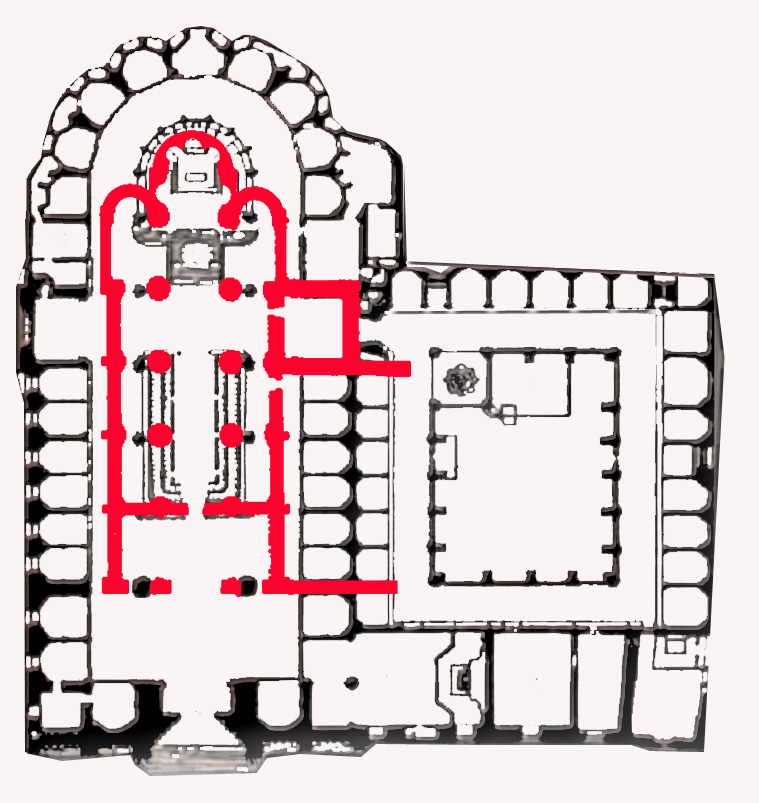
In rosso il perimetro della cattedrale romanica rispetto all'attuale cattedrale gotica.

Durante gli anni 1000-1002 fu oggetto di diverse incursioni da parte di Almanzor hajib del califfo di Cordova Hishām II ibn al-Ḥakam.
Nel 1003, approfittando della morte di Almanzor (1002), Raimondo Borrell promosse una campagna contro Lérida, ma il nuovo ciambellano o hajib, che era il figlio dello stesso Almanzor, Abd al-Malik al-Muzaffar, gli rispose con una nuova razzia nelle sue contee.
Nel 1010 riuscì a vendicare le sconfitte subite da Almanzor e Muzaffar, approfittando dello stato di confusione e guerra civile (che, in due decadi, portò ai regni di Taifa) in cui si trovava il califfato, dopo l'esecuzione del secondo figlio di Almanzor, Abd al-Rahman Sanchuelo, il nuovo hajib del califfato succeduto al fratello, Muzaffar.
Infatti, nel corso di quell'anno, Raimondo Borrell, assieme al fratello, il Conte di Urgell Ermengol I e a Bernardo, conte di Besalú, fu coinvolto nella guerra che si stava combattendo in al-Andalus tra il califfo titolare Hishām II ibn al-Ḥakam e i due pretendenti, Muḥammad II (al-Mahdī) ibn Hishām, con il quale si erano alleati i conti catalani e Sulaymān b. al-Ḥakam, "al-Mustaʿīn", che aveva ricevuto aiuti dai castigliani.
Nel maggio di quell'anno, le truppe di al-Mahdī, condotte dal suo generale Wadih, sconfissero Sulaymān al-Mustaʿīn nei pressi della città e riconquistò Cordova, che fu messa a sacco dai Catalani, mentre Sulaymān b. al-Ḥakam, "al-Mustaʿīn" fuggiva da Cordova.
Al-Mahdī era califfo per la seconda volta, ma gli Schiavoni gli si rivoltarono contro e, sempre nel 1010, nel mese di luglio, lo assassinarono, riportando sul trono Hishām II, per la terza volta.
Questa alleanza ottenne il risultato di allontanare per sempre la pressione musulmana dalle sue contee catalane, ma anche di catturare un imponente bottino (principale motivo per cui la nobiltà partecipava alla spedizione).
Purtroppo, prima del rientro in Catalogna, suo fratello Ermengol morì, in quello stesso 1010, come ci viene documentato nel Chronicon alterum Rivipullense, Apendice al Viage Literario a las Iglesias de Espana, Tome V e dal monaco e storico francese Ademaro di Chabannes, contemporaneo di Raimondo Borrell, nel paragrafo 38 del terzo libro del suo Historiarum Libri Tres.
Raimondo Borrell e la moglie Ermesinda, il 20 novembre 1015, secondo il documento XXVII della España sagrada. Tomo XLIII. De la santa iglesia de Gerona en su estado antiguo comprarono una proprietà dal vescovo di Gerona.
Nel periodo 1015-1016 fu Raimondo Borrell a organizzare nuove spedizioni per razziare le valli dell'Ebro e del Segre.
Il fatto di avere rapporti diretti con il papa Silvestro II (999-1003), rafforzò sempre più l'indipendenza di Raimondo Borrell dal regno franco dei capetingi.
Per quanto concerne la politica interna Raimondo Borrell organizzò il ripopolamento delle zone di Segarra, Conca de Barberà ed il Campo di Tarragona.
Inoltre diede impulso alla costruzione della Cattedrale di Sant'Eulalia di Barcellona.
Infine fu il primo conte che cominciò a coniare moneta e fu conte di tutta la Catalogna.
Raimondo Borrell morì nel 1017 sia secondo gli Annales Barcinonenses, che secondo il Chronicon alterum Rivipullense, Apendice al Viage Literario a las Iglesias de Espana, Tome V, il giorno 25 febbraio, secondo l'Appendice della España sagrada, Tomo XLIII, che però l'attribuisce all'anno prima (1016). Raimondo Borrell, secondo la Crónica de San Juan de la Peña, fu sepolto nel monastero di Ripoll, mentre per altre fonti, fu sepolto nella cattedrale romanica di Barcellona, che stava contribuendo a costruire.
Gli succedette il figlio Berengario Raimondo, sotto la reggenza della madre Ermesinda.

## Matrimonio e discendenza
Nel 991 circa Raimondo Borrell aveva sposato Ermesinda di Carcassonne (972- 1º marzo 1058), figlia del conte di Carcassonne Ruggero I di Comminges il Vecchio (come ci viene confermato dal documento XIV della España sagrada. Tomo XXIX. Appendice) e di Adelaide di Rouergue.
Per gli ascendenti di Ermesinda.
Raimondo Borrell ed Ermesinda ebbero tre (forse quattro) figli:
- Berengario Raimondo[22] (1000-1035), conte di Barcellona, Gerona e Osona[18]
- Borrell Raimondo, di cui si hanno poche informazioni, secondo Ademaro di Chabannes, nel paragrafo 55 del terzo libro del suo Historiarum Libri Tresmorì combattendo i Mori, assieme al cognato, Ruggero di Tosny[23]
- Adelaide (1004-1051), che sposò, in prime nozze (circa 1018), Ruggero di Tosny[23] (circa 990- 1040, morì combattendo i Mori della penisola iberica) e poi si risposò con Riccardo d'Evreux[24].
- Una possibile quarta figlia, Stefania, che avrebbe lasciato una figlia:
  - Adelaide (?-dopo il 12 maggio 1078), che figura in un documento di tale data.

## Ascendenza
|                                |                             |                          | Genitori               |  |  | Nonni |  |  | Bisnonni            |  |  | Trisnonni                 |  |
|                                |                             |                          |                        |  |  |       |  |  | Goffredo il Villoso |  |  | Sunifredo I di Barcellona |  |
|                                |                             |                          |                        |  |  |       |  |  | Goffredo il Villoso |  |  | Sunifredo I di Barcellona |  |
|                                |                             | Ermessinda               |                        |  |  |       |  |  | Goffredo il Villoso |  |  |                           |  |
| Sunyer I di Barcellona         |                             |                          |                        |  |  |       |  |  | Goffredo il Villoso |  |  |                           |  |
|                                |                             | Guinidilda d'Empúries    | Baldovino I di Fiandra |  |  |       |  |  |                     |  |  |                           |  |
|                                |                             | Guinidilda d'Empúries    | Baldovino I di Fiandra |  |  |       |  |  |                     |  |  |                           |  |
|                                |                             | Guinidilda d'Empúries    | Giuditta               |  |  |       |  |  |                     |  |  |                           |  |
| Borrell II di Barcellona       |                             | Guinidilda d'Empúries    |                        |  |  |       |  |  |                     |  |  |                           |  |
|                                |                             | Ermengardo I di Rouergue | Oddone I di Tolosa     |  |  |       |  |  |                     |  |  |                           |  |
|                                |                             | Ermengardo I di Rouergue | Oddone I di Tolosa     |  |  |       |  |  |                     |  |  |                           |  |
|                                |                             | Ermengardo I di Rouergue | Garsenda d'Albi        |  |  |       |  |  |                     |  |  |                           |  |
| Riquilda di Rouergue           |                             | Ermengardo I di Rouergue |                        |  |  |       |  |  |                     |  |  |                           |  |
|                                |                             | Adelaide                 | …                      |  |  |       |  |  |                     |  |  |                           |  |
|                                |                             | Adelaide                 | …                      |  |  |       |  |  |                     |  |  |                           |  |
|                                |                             | Adelaide                 | …                      |  |  |       |  |  |                     |  |  |                           |  |
| Raimondo Borrell di Barcellona |                             | Adelaide                 |                        |  |  |       |  |  |                     |  |  |                           |  |
|                                | Raimondo Ponzio I di Tolosa | Raimondo II di Tolosa    |                        |  |  |       |  |  |                     |  |  |                           |  |
|                                | Raimondo Ponzio I di Tolosa | Raimondo II di Tolosa    |                        |  |  |       |  |  |                     |  |  |                           |  |
|                                | Raimondo Ponzio I di Tolosa | Guinidilda               |                        |  |  |       |  |  |                     |  |  |                           |  |
| Raimondo III di Tolosa         | Raimondo Ponzio I di Tolosa |                          |                        |  |  |       |  |  |                     |  |  |                           |  |
|                                |                             | Garsenda di Guascogna    | Garcia II di Guascogna |  |  |       |  |  |                     |  |  |                           |  |
|                                |                             | Garsenda di Guascogna    | Garcia II di Guascogna |  |  |       |  |  |                     |  |  |                           |  |
|                                |                             | Garsenda di Guascogna    | Amuna di Bordeaux      |  |  |       |  |  |                     |  |  |                           |  |
| Letgarda di Tolosa             |                             | Garsenda di Guascogna    |                        |  |  |       |  |  |                     |  |  |                           |  |
|                                |                             | …                        | …                      |  |  |       |  |  |                     |  |  |                           |  |
|                                |                             | …                        | …                      |  |  |       |  |  |                     |  |  |                           |  |
|                                |                             | …                        | …                      |  |  |       |  |  |                     |  |  |                           |  |
| Guindinilde                    |                             | …                        |                        |  |  |       |  |  |                     |  |  |                           |  |
|                                |                             | …                        | …                      |  |  |       |  |  |                     |  |  |                           |  |
|                                |                             | …                        | …                      |  |  |       |  |  |                     |  |  |                           |  |
|                                |                             | …                        | …                      |  |  |       |  |  |                     |  |  |                           |  |
|                                |                             | …                        |                        |  |  |       |  |  |                     |  |  |                           |  |

### Fonti primarie
- (LA)  Rerum Gallicarum et Francicarum Scriptores, Tomus IX.
- (LA)  Histoire Générale de Languedoc, Tome V, Preuves.
- (LA)  Viage Literario a las Iglesias de Espana, Tome V.
- (LA) Ademar de Chabannes, Historiarum Libri Tres (PDF), su documentacatholicaomnia.eu.
- (LA)  Cartulario de Sant Cugat del Vallès, vol. I.
- (LA)  Monumenta Germaniae Historica, Scriptores, Tomus XXIII.
- (LA)  España Sagrada, Tome XLIII.
- (LA)  España Sagrada, Tome XXIX.
- (LA)  Cartulaire de l'abbaye de Saint-Victor de Marseille, Tome II.

### Letteratura storiografica
- Rafael Altamira, Il califfato occidentale, in L’espansione islamica e la nascita dell'Europa feudale, collana «Storia del mondo medievale», II volume, 1999  [1979],  pp. 477–515, SBN RAV0065639.
- René Poupardin, I regni carolingi (840-918), in L’espansione islamica e la nascita dell'Europa feudale, collana «Storia del mondo medievale», II volume, 1999  [1979],  pp. 583–635, SBN RAV0065639.
- Louis Alphen, Francia: gli ultimi Carolingi e l’ascesa di Ugo Capeto (888-987), in L’espansione islamica e la nascita dell'Europa feudale, collana «Storia del mondo medievale», II volume, 1999  [1979],  pp. 636–661, SBN RAV0065639.
- (EN) The Development of Southern French and Catalan Society, 718-1050, su libro.uca.edu.
- (CA) Crónica de San Juan de la Peña (PDF). URL consultato il 25 gennaio 2022.
- (LA) Marca Hispanica sive Limes Hispanicus, 1688. URL consultato il 25 gennaio 2022.